# Adiva
Adiva (fl. X secolo) fu la prima moglie di Boleslao II di Boemia.

## Biografia
È stato ipotizzato che fosse Ælfgifu, figlia di Edoardo il Vecchio, re d'Inghilterra, e della sua seconda moglie Elfleda, ma le prove al riguardo sono deboli. A favorire tale ipotesi è la somiglianza del suo nome con la lingua anglosassone e l'introduzione della moneta con influenza inglese in Boemia. Tuttavia poiché vi sono pochi altri possibili candidati, le prove per l'ipotesi devono essere considerate insufficienti.

## Matrimonio e figli
Adiva e Boleslao ebbero i seguenti figli:
- Boleslao III (965 circa-1037), divenne duca di Boemia nel 999;
- Venceslao, morto da bambino;
- Jaromír (975 circa-1035), divenne duca di Boemia nel 1003;
- Ulrico/Oldřich (975 circa-1034), divenne duca di Boemia nel 1012.

## Ascendenza
|                         |   |                 | Genitori       |  |  | Nonni |  |  | Bisnonni             |  |  | Trisnonni          |  |
|                         |   |                 |                |  |  |       |  |  | Etelvulfo del Wessex |  |  | Egberto del Wessex |  |
|                         |   |                 |                |  |  |       |  |  | Etelvulfo del Wessex |  |  | Egberto del Wessex |  |
|                         |   | …               |                |  |  |       |  |  | Etelvulfo del Wessex |  |  |                    |  |
| Alfredo il Grande       |   |                 |                |  |  |       |  |  | Etelvulfo del Wessex |  |  |                    |  |
|                         |   | Osburga         | Oslac di Wight |  |  |       |  |  |                      |  |  |                    |  |
|                         |   | Osburga         | Oslac di Wight |  |  |       |  |  |                      |  |  |                    |  |
|                         |   | Osburga         | …              |  |  |       |  |  |                      |  |  |                    |  |
| Edoardo il Vecchio      |   | Osburga         |                |  |  |       |  |  |                      |  |  |                    |  |
|                         |   | Aethelred Mucil | …              |  |  |       |  |  |                      |  |  |                    |  |
|                         |   | Aethelred Mucil | …              |  |  |       |  |  |                      |  |  |                    |  |
|                         |   | Aethelred Mucil | …              |  |  |       |  |  |                      |  |  |                    |  |
| Ealhswith               |   | Aethelred Mucil |                |  |  |       |  |  |                      |  |  |                    |  |
|                         |   | Eadburh         | …              |  |  |       |  |  |                      |  |  |                    |  |
|                         |   | Eadburh         | …              |  |  |       |  |  |                      |  |  |                    |  |
|                         |   | Eadburh         | …              |  |  |       |  |  |                      |  |  |                    |  |
| Adiva                   |   | Eadburh         |                |  |  |       |  |  |                      |  |  |                    |  |
|                         | … | …               |                |  |  |       |  |  |                      |  |  |                    |  |
|                         | … | …               |                |  |  |       |  |  |                      |  |  |                    |  |
|                         | … | …               |                |  |  |       |  |  |                      |  |  |                    |  |
| Aethelhelm di Wiltshire | … |                 |                |  |  |       |  |  |                      |  |  |                    |  |
|                         |   | …               | …              |  |  |       |  |  |                      |  |  |                    |  |
|                         |   | …               | …              |  |  |       |  |  |                      |  |  |                    |  |
|                         |   | …               | …              |  |  |       |  |  |                      |  |  |                    |  |
| Elfleda                 |   | …               |                |  |  |       |  |  |                      |  |  |                    |  |
|                         |   | …               | …              |  |  |       |  |  |                      |  |  |                    |  |
|                         |   | …               | …              |  |  |       |  |  |                      |  |  |                    |  |
|                         |   | …               | …              |  |  |       |  |  |                      |  |  |                    |  |
| …                       |   | …               |                |  |  |       |  |  |                      |  |  |                    |  |
|                         |   | …               | …              |  |  |       |  |  |                      |  |  |                    |  |
|                         |   | …               | …              |  |  |       |  |  |                      |  |  |                    |  |
|                         |   | …               | …              |  |  |       |  |  |                      |  |  |                    |  |
|                         |   | …               |                |  |  |       |  |  |                      |  |  |                    |  |